# Скорбященская церковь (Шарковщина)
Скорбященская церковь (церковь иконы Божией Матери «Всех скорбящих Радость») — историческое здание конца XIX века в Шарковщине, памятник архитектуры (номер 213Г000828). Расположена в центре посёлка, на улице Энгельса.

## История
Церковь построена в 1898 году на месте старой деревянной церкви (была возведена в 1841 году). Первоначальный вид церкви сохранился благодаря фотоснимку Я. Балзункевича (между 1910—1914 гг.) Пострадала в Великую Отечественную войну. После восстановления в 1948 году переоборудована под клуб, позднее в церкви был магазин. В 1990 году здание возвращено верующим и было восстановлено.

## Архитектура
Кирпичная церковь оформлена в русском стиле. Композиция церкви состоит из четырёх частей: звонница, в которой два яруса (восьмерик на четверике), увенчанная шатром; притвор; основной объём молитвенного зала в форме куба, завершающийся четырёхскатной крышей с небольшим луковичным куполом на восьмигранном барабане; полуциркульная апсида. Среди элементов оформления — характерные для древнерусского зодчества килеподобные арки, аркатурный пояс, рустованные лопатки по углам. Архитектурные элементы выделены контрастной окраской — красной на белом фоне. Вход в церковь оформляет арочный портал.